# Maddie Hinch
Madeline Clare (Maddie) Hinch (West Chiltington, 8 oktober 1988) is een Engelse hockeyKeepster. In 2015 won Hinch met de Engelse ploeg de Europese titel.
Hinch won 2016 met de Britse hockeyploeg de gouden olympische medaille, door in de finale viermaal een Nederlandse speelster te weerhouden shoot-outs te scoren.

## Erelijst

### Groot-Brittannië
- 2016 –  Olympische Spelen in Rio de Janeiro

### Engeland
- 2013 -  EK in Boom
- 2015 -  EK in Londen
- 2017 -  EK in Amstelveen
- 2018 - 6e WK in Londen